# Diaphorina lamproptera
Diaphorina lamproptera är en insektsart som beskrevs av Burckhardt 1981. Diaphorina lamproptera ingår i släktet Diaphorina och familjen rundbladloppor. Inga underarter finns listade i Catalogue of Life.